# Deer Island, New Brunswick
Deer Island är en ö i Kanada.   Den ligger i countyt Charlotte County och provinsen New Brunswick, i den sydöstra delen av landet, 700 km öster om huvudstaden Ottawa. Arean är 45 kvadratkilometer.
Terrängen på Deer Island är platt. Öns högsta punkt är 90 meter över havet. Den sträcker sig 11,4 kilometer i nord-sydlig riktning, och 6,7 kilometer i öst-västlig riktning.
I omgivningarna runt Deer Island växer i huvudsak blandskog.